# Ольховик Дмитро Сергійович
Дмитро́ Сергі́йович Ольхови́к (1996—2022) — старший солдат ОЗСП «Азов», учасник російсько-української війни, який загинув під час російського вторгнення в Україну.

## Життєпис
Народився 25 жовтня 1996 в місті Суми. Виховувала бабуся. Навчався у сумській школі № 7, у профільному музичному класі. Грав у оркестрі. Дев'ятий клас закінчив як музикант, отримав диплом музичний, з 10 по 11 він захопився предметом Захист Вітчизни.
Однокласником Дмитра був Щелинський Владислав Олексійович, котрий також помер при обороні Маріуполя 22 березня 2022 воюючи у складі 36 ОБрМП.
У 2015, після закінчення школи не захотів вступати на очне навчання, а пішов у військкомат і написав заяву, щоб добровільно піти на війну. У 2016 отримав відзнаку президента.
Фотографія Дмитра, де він йде по розваленому Маріуполю, яку зробив його побратим Кущ Микола, стала обкладинкою пісні Місто Марії гурту Океан Ельзи.
Загинув 7 квітня 2022, захищаючи центр міста Маріуполь.
З Дмитром попрощалися 7 квітня 2023 в Києві. У нього не залишилося рідних.

## Нагороди
- орден «За мужність» III ступеня (17.04.2022) (посмертно) — за особисту мужність і самовіддані дії, виявлені у захисті державного суверенітету та територіальної цілісності України, вірність військовій присязі.[2]